# Liste der Baudenkmale in Tauer
In der Liste der Baudenkmale in Tauer sind alle Baudenkmale der brandenburgischen Gemeinde Tauer und ihrer Ortsteile aufgelistet. Grundlage ist die Veröffentlichung der Landesdenkmalliste mit dem Stand vom 31. Dezember 2021.

## Baudenkmäler
In den Spalten befinden sich folgende Informationen:
- ID-Nr.: Die Nummer wird vom Brandenburgischen Landesamt für Denkmalpflege vergeben. Ein Link hinter der Nummer führt zum Eintrag über das Denkmal in der Denkmaldatenbank. In dieser Spalte kann sich zusätzlich das Wort Wikidata befinden, der entsprechende Link führt zu Angaben zu diesem Denkmal bei Wikidata.
- Lage: die Adresse des Denkmales und die geographischen Koordinaten. Link zu einem Kartenansichtstool, um Koordinaten zu setzen. In der Kartenansicht sind Denkmale ohne Koordinaten mit einem roten beziehungsweise orangen Marker dargestellt und können in der Karte gesetzt werden. Denkmale ohne Bild sind mit einem blauen bzw. roten Marker gekennzeichnet, Denkmale mit Bild mit einem grünen beziehungsweise orangen Marker.
- Bezeichnung: Bezeichnung in den offiziellen Listen des Brandenburgischen Landesamtes für Denkmalpflege. Ein Link hinter der Bezeichnung führt zum Wikipedia-Artikel über das Denkmal.
- Beschreibung: die Beschreibung des Denkmales
- Bild: ein Bild des Denkmales und gegebenenfalls einen Link zu weiteren Fotos des Baudenkmals im Medienarchiv Wikimedia Commons

### Tauer
| ID-Nr.   | Lage                       | Bezeichnung                                                                 | Beschreibung | Bild                                                                        |
| -------- | -------------------------- | --------------------------------------------------------------------------- | --- | --------------------------------------------------------------------------- |
| 09125916 | Alte Schulstraße 17 (Lage) | Schule                                                                      | Die Schule wurde entweder 1894 oder 1899 erbaut. In die westlich von der Kirche liegende Schule sind Schüler bis zum Schuljahr 1976/1977 gegangen. Ab 1988 war es ein reines Wohnhaus. Es ist ein eingeschossiger Bau mit einem Satteldach. | Schule                                                                      |
| 09125341 | Alte Schulstraße 18 (Lage) | Dorfkirche                                                                  | Die evangelische Kirche wurde von 1788 bis 1790 errichtet. Es ist ein Saalbau mit einem eingezogenen Westturm. Im Inneren befindet sich ein Kanzelaltar aus dem Jahr 1790, wobei der Kanzelkorb aus der Zeit um 1600 ist. Die Orgel wurde 1852 von Christoph und Wilhelm Schröter erbaut. Die Glocke wurde 1818 in Königsberg (Neumark) gegossen. Südöstlich der Kirche befindet sich ein Kriegerdenkmal aus den 1920er Jahren. | weitere Bilder                                                              |
| 09125586 | Hauptstraße 16b (Lage)     | Oberförsterei Tauer, bestehend aus Forsthaus (Wohngebäude) und Stallscheune | Die Oberförsterei wurde 1913 erbaut. Sie besteht aus einem Wohnhaus und einer Stallscheune. Das Wohnhaus ist ein eingeschossiger Bau mit einem Krüppelwalmdach. | Oberförsterei Tauer, bestehend aus Forsthaus (Wohngebäude) und Stallscheune |
| 09125281 | Hauptstraße 106 (Lage)     | Feuerwache                                                                  | Das Feuerwehrhaus und der Uhrenturm wurden 1896 erbaut. Im Jahre 1913 wurde eine Turnhalle westlich vom Feuerwehrhaus angefügt. | weitere Bilder                                                              |
| 09125282 | Hauptstraße 108 (Lage)     | Gutshaus                                                                    | Das Gutshaus, auch Villa Buder genannt, wurde um das Jahr 1910 von der Familie Buder erbaut. Es ist ein eingeschossiger, traufständiger Bau mit einem Satteldach. Zur Straße hin befindet sich ein Risalit mit einer Freitreppe. Heute wird das Gebäude als Büroräume genutzt, unter anderem von der Verwaltung. | Gutshaus                                                                    |
| 09125340 | Hauptstraße 110 (Lage)     | Bockwindmühle                                                               | | weitere Bilder                                                              |